# Meteorit Hoba
Meteorit Hoba  (izgovarjava HOE-bah) ali meteorit Hoba West je na kmetiji Hoba West, nedaleč od Grootfonteina v regiji Otjozondjupa v Namibiji. Bil je odkrit, a zaradi svoje velike mase nikoli ni bil premaknjen s kraja, na katerega je padel. Glavna masa je več kot 60 ton, kar je največji znan meteorit (v enem kosu) in najbolj masiven naraven kos železa  na zemeljskem površju.

## Vpliv
Meteorit Hoba naj bi padel na Zemljo pred 80.000 leti. Predvidevajo, da je star med 200 in 400 milijoni let. Ker ob padcu na Zemljo ni naredil nobenega kraterja, sklepajo, da ga je Zemljina atmosfera upočasnila, tako da je pri pristanku na površini ostala nedotaknjena oziroma je povzročil le malo izkopavanja. Ob domnevi, da je količnik zračnega upora približno 1,3, je meteorit upočasnila na približno 720 kilometrov na uro (0,32 km/s) od njegove hitrosti na vstopu v Zemljino atmosfero, ki je običajno nad 10 km/s za podobne predmete. Meteorit je nenavadno ploščat na obeh večjih površinah, verjetno je poskakoval na vrhu atmosfere, kot ploščat kamen poskakuje na vodi.

## Odkritje
Meteorit je bil odkrit po naključju. Lastnik zemljišča Jacobus Hermanus Brits je leta 1920 opazil predmet, medtem ko je z volom oral eno od svojih polj. Pri oranju je zaslišal glasen kovinski prasketajoč zvok in plug se je nenadno ustavil. Ovira je bila izkopana, označena kot meteorit. Britsovo poročilo je bilo objavljeno leta 1920 in je zdaj v muzeju v Grootfonteinu v Namibiji.
Prvo fotografijo meteorita Hoba je objavil Friedrich Wilhelm Kegel. 

## Opis in sestava
Hoba ima obliko kvadra, je iz kovine, meri 2,7 x 2,7 × 0,9 m. Leta 1920 je bila njegova masa ocenjena na 66 ton. Erozija, znanstveno vzorčenje in vandalizem so ga v preteklih letih zmanjšali. Preostala masa je ocenjena na nekaj več kot 60 ton. Meteorit je sestavljen iz približno 84 % železa in 16 % niklja s sledovi kobalta z značilno vraščenimi kristali kamacita in taenita. Poleg teh vsebuje več elementov v sledovih, kot so krom, galij, germanij, iridij, ogljik, baker, žveplo in cink, ter redke minerale, ki jih ni na Zemlji (npr. šrajbersit, troilit). Razvrščen je v razred ataksitov, kovinskih meteoritov, ki pripadajo z nikljem bogatemu kemičnemu razredu IVB. Skorja železovih hidroksidov na površini je posledica vremenskih vplivov.

## Zaščita
Da bi preprečili vandalizem in z dovoljenjem O. Scheel, lastnice kmetije v tistem času, je vlada Jugozahodne Afrike (zdaj Namibija) 15. marca 1955 razglasila meteorit Hoba za državni spomenik.  Leta 1985 je podjetje Rössing Uranium s svojimi viri in sredstvi, ki so bila na voljo pri namibijski vladi, zagotovil dodatno zaščito pred vandalizmom. Leta 1987 je J. Engelbrecht, lastnik kmetije Hoba West, podaril meteorit in kraj, na katerem leži, v izobraževalne namene. Pozneje je vlada v istem letu odprla turistično središče. Vandalizma zdaj ni in meteorit vsako leto obiščejo tisoči turistov.